# Nissan Lucino
Nissan Lucino — компактный автомобиль, выпускавшийся японским автопроизводителем Nissan в период с 1994 по 2000 год. Название Lucino применялось одновременно к паре совершенно разных автомобилей — двухдверному купе Sunny/Sentra (B14) и трёх- и пятидверным хетчбэкам Nissan Pulsar (N15). Производство двухдверных купе и трёхдверных хетчбэков длилось с 1994 по 1999 год, а пятидверных хетчбэков — с 1995 по 2000 год.
За пределами Японии купе продавалось в Мексике под своим первоначальным названием. В период с 1995 по 1998 год на североамериканском рынке купе продавалось под названием Nissan 200SX.

## Купе (B14; 1994—1999)

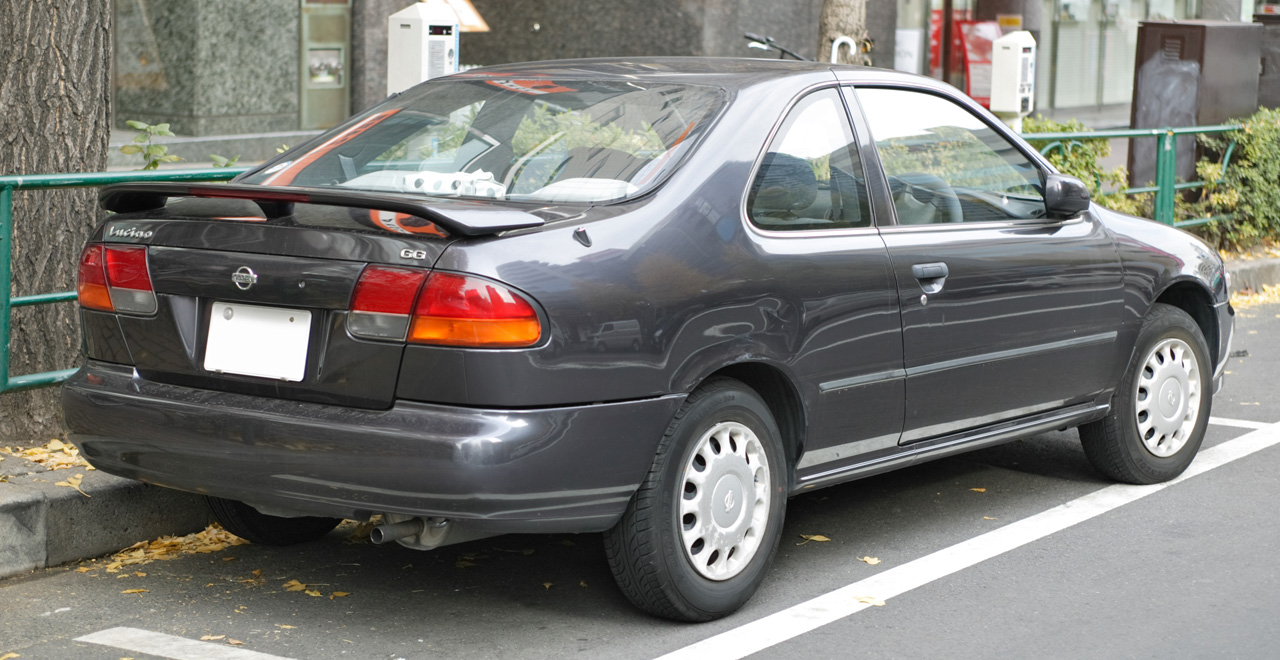
Купе Nissan Lucino (Япония)

Двухдверное купе Lucino, основанное на Nissan Sunny (B14), было запущено в производство в 1994 году в Японии вместо четырёхдверного седана Sunny (B13). Название Lucino произошло от древнеримской богини рождения Луцины в греческой и римской мифологиях.
Все версии Lucino являлись эксклюзивными для дилерских центров Nissan в Японии под названием Nissan Satio Store, как и предыдущий двухдверный Sunny. В 1999 году, когда «Ниссан» объединил салоны Nissan Satio Store в Nissan Red Stage, выпуск Lucino Coupé был отменён.
В Мексике Lucino продавался в период с 1996 по 2000 год под своим первоначальным названием. Комплектации: GSE (с 1,6-литровым двигателем) и GSR (с 2,0-литровым двигателем).

### Nissan 200SX
Nissan Lucino продавался в США и Канаде с 1995 года под названием 200SX. Предшественниками модели являлись Sentra (B13) и NX. Комплектации 200SX: базовая, SE и SE-R. Базовая и SE-версии оснащались 1,6-литровым рядным четырёхцилиндровым двигателем GA16DE с двумя распредвалами. SE-R-версия оснащалась 2,0-литровым двигателем SR20DE, который также применялся в двухдверном купе Sentra SE-R. 200SX никогда не оснащался 1,6-литровым двигателем SR16VE, который применялся в Lucino на японском рынке. Коробка передач — пятиступенчатая механическая или четырёхступенчатая автоматическая. Также автомобили имели двойные подушки безопасности. Комплектации SE и SE-R опционально имели антиблокировочную систему. С 1995 по 1997 модельный год комплектация SE-R имела дифференциал повышенного трения (VLSD).
Версии для североамериканского рынка были обновлены в 1996, 1997 и 1998 годах:
- С 1996 года комплектации SE и SE-R имели зеркала заднего вида и дверные ручки, окрашивающиеся в цвет кузова.
- В 1997 году базовая модель получила ту же внутреннюю отделку, что и SE и SE-R. В комплектации SE-R круглый выхлопной блок был заменён овальным. Стандартная опция для всех комплектаций — задний спойлер. Продажи SE-R на калифорнийском рынке были прекращены ввиду ужесточения требований к выбросам.
- В 1998 году продажи SE-R на калифорнийском рынке были возобновлены. Автомобили имели дополнительное оборудование для измерения выбросов на двигателе SR20DE. Вязкостный дифференциал повышенного трения (VLSD), который применялся в SE-R с 1995 по 1997 модельный год, был убран. Все модели получили новую светотехнику, переработанные бамперы, видоизменённую радиаторную решётку и белые лицевые приборы. Базовые модели имели 14-дюймовые колёса (вместо 13-дюймовых). В комплектации SE овальный финишер выхлопной системы был заменён круглым, ранее применявшимся в SE-R[5].

## Хетчбэк (N15; 1995—2000)
Трёх- и пятидверные хетчбэки Lucino, получившие кодовое обозначение N15, продавались с 1995 года только в Японии в дилерских центрах Nissan Satio Store. Они являлись ребеджинговыми версиями Nissan Pulsar (N15), продававшихся в дилерских центрах Nissan Cherry Store. Трёхдверные хетчбэки выпускались до 1999 года, а пятидверные — до 2000 года.

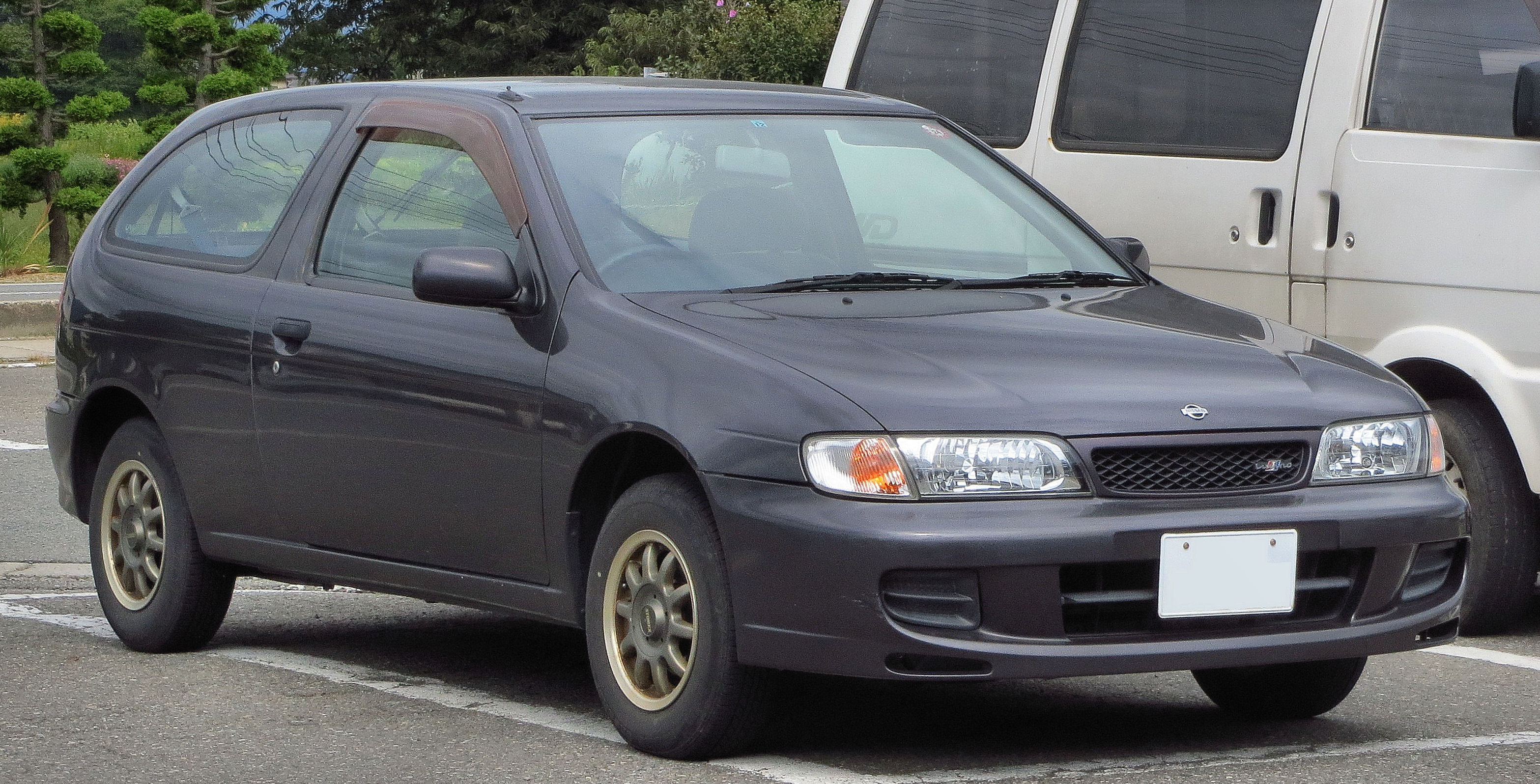
Трёхдверный хетчбэк Nissan Lucino
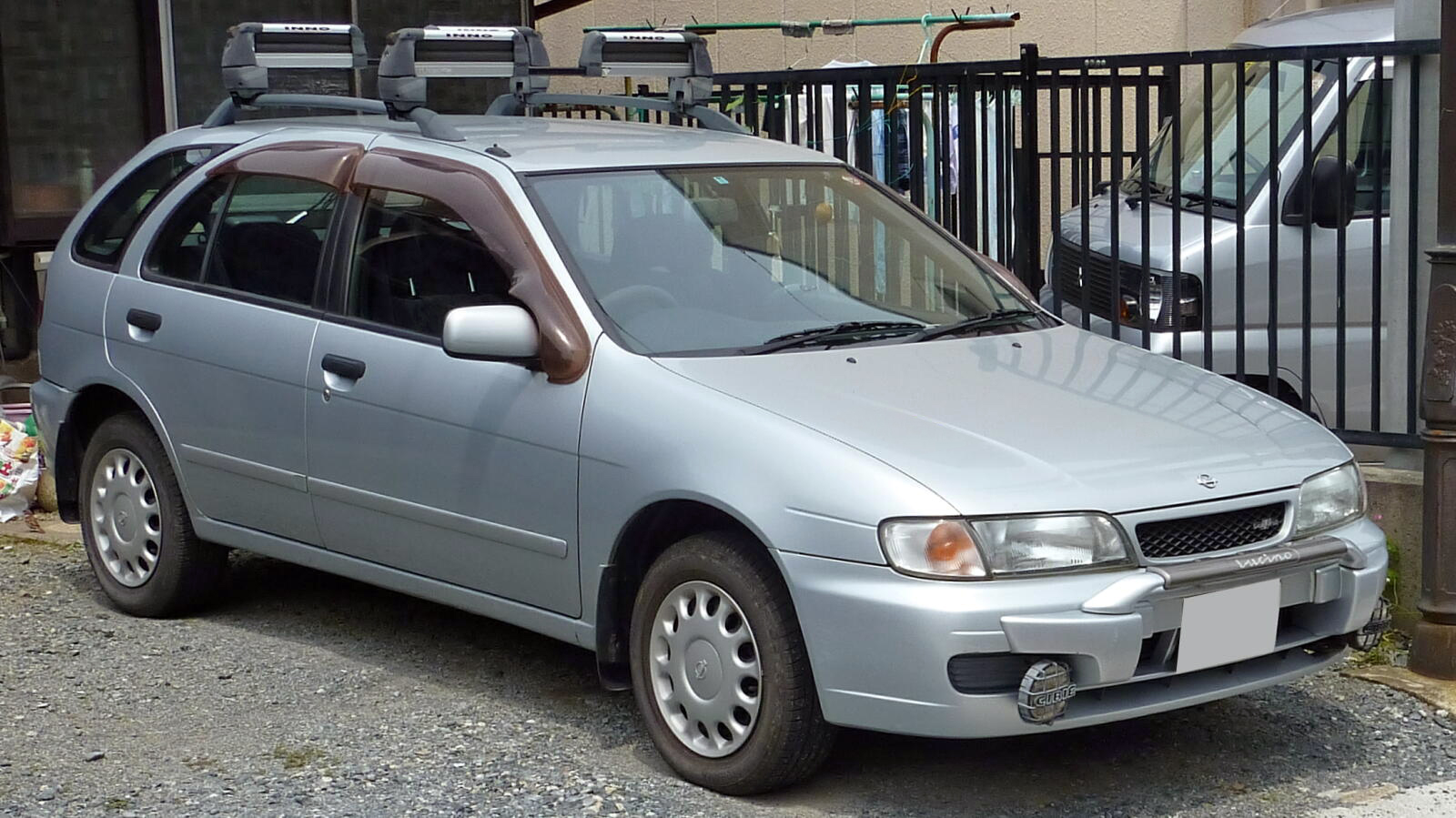
Пятидверный хетчбэк Nissan Lucino S-RV

## Продажи
| Модельный год | Base | SE | SE-R  |
| ------------- | ---- | -- | ----- |
| 1995          |      |    |       |
| 1996          |      |    | 7,205 |
| 1997          |      |    | 3,200 |
| 1998          |      |    | 3,504 |